# Josh Earnest
Joshua Ryan Henry “Josh” Earnest, född 22 januari 1975 i Kansas City i Missouri, är en amerikansk politisk tjänsteman. Han var Vita husets pressekreterare i Obamas kabinett under perioden 2014–2017.

## Karriär
Earnest avlade kandidatexamen i statsvetenskap vid Rice University 1997.
Earnest arbetade för republikanen Michael Bloombergs kampanj till att bli borgmästare i New York City 2001. I samband med presidentvalet i USA 2008 arbetade han för demokraternas presidentkandidat Barack Obamas presidentkampanj.
Obama vann senare presidentvalet, varpå Earnest flyttade till Washington, D.C. för att börja arbeta som Vita husets vice pressekreterare under Robert Gibbs. Den 30 maj 2014 utsågs han till Jay Carneys efterträdare som Vita husets pressekreterare. Han tillträdde den 20 juni. Earnest innehade posten under resten av president Obamas ämbetsperiod. Han höll sin sista pressträff den 17 januari 2017. Han avgick den 20 januari 2017 då Donald Trump installerades som president med Sean Spicer som Earnests efterträdare som pressekreterare.